# Epiplatys biafranus
Epiplatys biafranus är en fiskart som beskrevs av Radda, 1970. Epiplatys biafranus ingår i släktet Epiplatys och familjen Nothobranchiidae. IUCN kategoriserar arten globalt som starkt hotad. Inga underarter finns listade i Catalogue of Life.